# الغارات الجوية على صور 2024
معركة صور 2024 في شهر أكتوبر 2024، شهدت منطقة صور اللبنانية تصعيداً كبيراً في التوترات بين حزب الله والجيش الإسرائيلي، وخاصة في بلدة معركة الواقعة في جنوب لبنان. بعد إطلاق تحذيرات بإخلاء بعض المناطق شنت إسرائيل غارات جوية على بلدة معركة، ما أدى إلى وقوع خسائر بشرية ودمار واسع في البنية التحتية. استهدفت الغارات أيضاً مركبات وطرق رئيسية في المنطقة، مما أسفر عن سقوط ضحايا مدنيين وجرحى، وزادت من معاناة السكان الذين تأثروا بالتصعيد العسكري

## المعركة
شهدت بلدة معركة في جنوب لبنان تصعيدا عنيفًا ضمن المواجهات بين حزب الله وإسرائيل بدأت الاشتباكات بتكثيف الغارات الإسرائيلية حيث استهدفت مواقع تابعة لحزب الله وطرقا رئيسية في المنطقة. ورد حزب الله عبر قصف مناطق إسرائيلية بالصواريخ واستخدام الطائرات المسيرة، ما أدى إلى وقوع إصابات وخسائر في صفوف الطرفين. هذه المعركة تعكس التوترات المتزايدة، ويخشى أن تتحول المواجهات إلى صراع شامل في حال استمرار التصعيد دون تدخلات تهدف إلى التهدئة

## انظر ايضا
- معركة العديسة 2024
- الغزو الإسرائيلي للبنان 2024
- هجوم بنيامينا